# Howard Weitzman
Howard Lloyd Weitzman (Los Ángeles, 21 de septiembre de 1939 - Ibidem, 7 de abril de 2021) fue un abogado estadounidense, que se desempeñó especialmente en el medio del espectáculo. Weitzman fue socio fundador de Kinsella Weitzman Iser Kump LLP (KWIKA), una firma de litigios boutique en Santa Mónica, California.

## Primeros años
Weitzman completó su licenciatura en la Universidad del Sur de California (1962) y su Juris doctor en la Facultad de Derecho Gould de la Universidad del Sur de California (1965). Fue admitido en el State Bar of California en 1966.
Weitzman se desempeñó como catedrático impartiendo defensa de juicios en la Facultad de Derecho Gould de la Universidad del Sur de California durante 12 años.
De 1995 a 1998, Weitzman se desempeñó como vicepresidente ejecutivo de operaciones corporativas de Universal Studios, donde fue responsable de la reestructuración corporativa.

## Carrera legal
Durante un tiempo, Weitzman fue un especialista certificado en derecho penal (la Junta de Especialización Legal del Colegio de Abogados del Estado de California). En 1986, se convirtió en socio gerente del bufete de abogados Wyman Bautzer y luego, en 1991, se incorporó al bufete de abogados Katten Muchin Zavis & Weitzman.
Activo en asuntos que van desde la propiedad intelectual y temas de entretenimiento hasta el derecho de familia y asuntos patrimoniales. Se destacó por representar el patrimonio de Michael Jackson en el caso del IRS en su contra. Sus otros clientes famosos incluyeron a Justin Bieber, O. J. Simpson y John DeLorean.
Weitzman también apareció como asesor legal en Murder One (1995), Murder in the First (2014) y Thank You for Smoking (2005).
Falleció de cáncer en Los Ángeles el 7 de abril de 2021, a los 81 años.

## Premios y reconocimientos
Weitzman ganó dos veces el premio Jerry Giesler Memorial Award como un destacado abogado litigante en el condado de Los Ángeles.